# Söğütlügöl, Düziçi
Söğütlügöl là một xã thuộc huyện Düziçi, tỉnh Osmaniye, Thổ Nhĩ Kỳ. Dân số thời điểm năm 2010 là 181 người.